# حسين السيد (لاعب كرة قدم مواليد 1964)
حسين السيد هو حارس مرمى في نادي الزمالك فترة التسعينيات وحاليا مدير الكرة في نفس النادي.

## بطولات فاز بها
- (1989-1988) - الدوري المصري:المركز الثاني
- (1992-1991) - الدوري المصري:المركز الأول/كأس مصر:المركز الثاني
- (1993-1992) - الدوري المصري:المركز الأول/بطولة أفريقيا للأندية أبطال الدوري:المركز الأول
- (1994-1993) - بطولة أفريقيا للأندية أبطال الدوري:المركز الثاني/كأس السوبر الأفريقي: المركز الأول
- (1995-1994) - الدوري المصري:المركز الثاني/البطولة الأفروآسيوية للأندية: المركز الثاني
- (1996-1995) - الدوري المصري:المركز الثاني/بطولة أفريقيا للأندية أبطال الدوري: المركز الأول
- (1997-1996) - الدوري المصري:المركز الثاني/كأس السوبر الأفريقي: المركز الأول
- (1998-1997) - الدوري المصري:المركز الثاني/ البطولة الأفروآسيوية للأندية: المركز الأول
- (1999-1998) - الدوري المصري:المركز الثاني/كأس مصر:البطل

## روابط خارجية
- حسين السيد على موقع قاعدة بيانات كرة القدم.إي يو (الإنجليزية)
- حسين السيد على موقع ناشيونال فوتبول تيمز (الإنجليزية)